# Педро Вітор Феррейра да Сілва
Педро Вітор Феррейра да Сілва або просто Педро (порт.-браз. Pedro Vitor Ferreira da Silva, нар. 20 березня 1998, Палмейра-душ-Індіуш, Бразилія) — бразильський футболіст, лівий вінгер.

## Життєпис
Народився в місті Палмейра-душ-Індіуш. Вихованець молодіжної академії бразильського клубу «Спорт Ресіфі», в якій займався до 2018 року. Того ж року був переведений до першої команди, у футболці якої зіграв 1 матч у Лізі Пернамбукано. Після цього отримав запрошення з Греції від клубу «Аріс» (Салоніки). Клуб виступав у місцевій Суперлізі, проте шансу проявити себе в цьому турнірі Педро не отримав. Натомість зіграв за клуб з Салоніків 1 поєдинок у кубку Греції.
20 лютого 2019 року підписав 5-річний контракт з ФК «Львів». Дебютував у футболці «городян» 23 лютого 2019 року в програному (0:1) домашньому поєдинку 19-о туру «Прем'єр-ліги» проти одеського «Чорноморця». Педро вийшов на поле в стартовому складі та відіграв увесь матч.